# Wesley Barbosa de Morais
Wesley Barbosa de Morais, noto semplicemente come Wesley (Itapagipe, 10 novembre 1981), è un ex calciatore brasiliano, di ruolo attaccante.